# Christian Berger
Christian Berger (Innsbruck, 13 gennaio 1945) è un direttore della fotografia austriaco.
È collaboratore abituale del regista Michael Haneke, per il quale ha curato la fotografia tra gli altri del film Il nastro bianco (2009), che gli ha valso la candidatura al Premio Oscar e all'European Film Award.
È sposato con l'attrice Marika Green e zio di Eva Green.

## Filmografia parziale

### Direttore della fotografia
- Benny's Video, regia di Michael Haneke (1992)
- 71 frammenti di una cronologia del caso (71 Fragmente einer Chronologie des Zufalls), regia di Michael Haneke (1994)
- La pianista (La pianiste), regia di Michael Haneke (2001)
- Der gläserne Blick, regia di Markus Heltschl (2002)
- Niente da nascondere (Caché), regia di Michael Haneke (2005)
- Disimpegno (Disengagement), regia di Amos Gitai (2007)
- Il nastro bianco (Das weiße Band - Eine deutsche Kindergeschichte), regia di Michael Haneke (2009)
- Ludwig II, regia di Marie Noelle e Peter Sehr (2012)
- Il grande quaderno (A nagy füzet), regia di János Szász (2013)
- By the Sea, regia di Angelina Jolie (2015)
- Night of a 1000 Hours (Die Nacht der 1000 Stunden), regia di Virgil Widrich (2016)
- Happy End, regia di Michael Haneke (2017)

### Regista
- Raffl (1984)
- Hanna Monster, Liebling (1989)
- Mautplatz (1994)